# Волоховщина (Тверская область)
Волохо́вщина — деревня в Осташковском районе Тверской области. Входит в Мошенское сельское поселение.

## География
Деревня на острове Хачин в озере Селигер.

## Население
| 2008 | 2010 |
| ---- | ---- |
| 19   | ↘17  |

По данным Всероссийской переписи, в 2010 году численность населения деревни составляла 17 человек (8 мужчин и 9 женщин).

## Улицы
В настоящее время в деревне нет ни одной улицы.